# Que Sera, Sera (Whatever Will Be, Will Be)

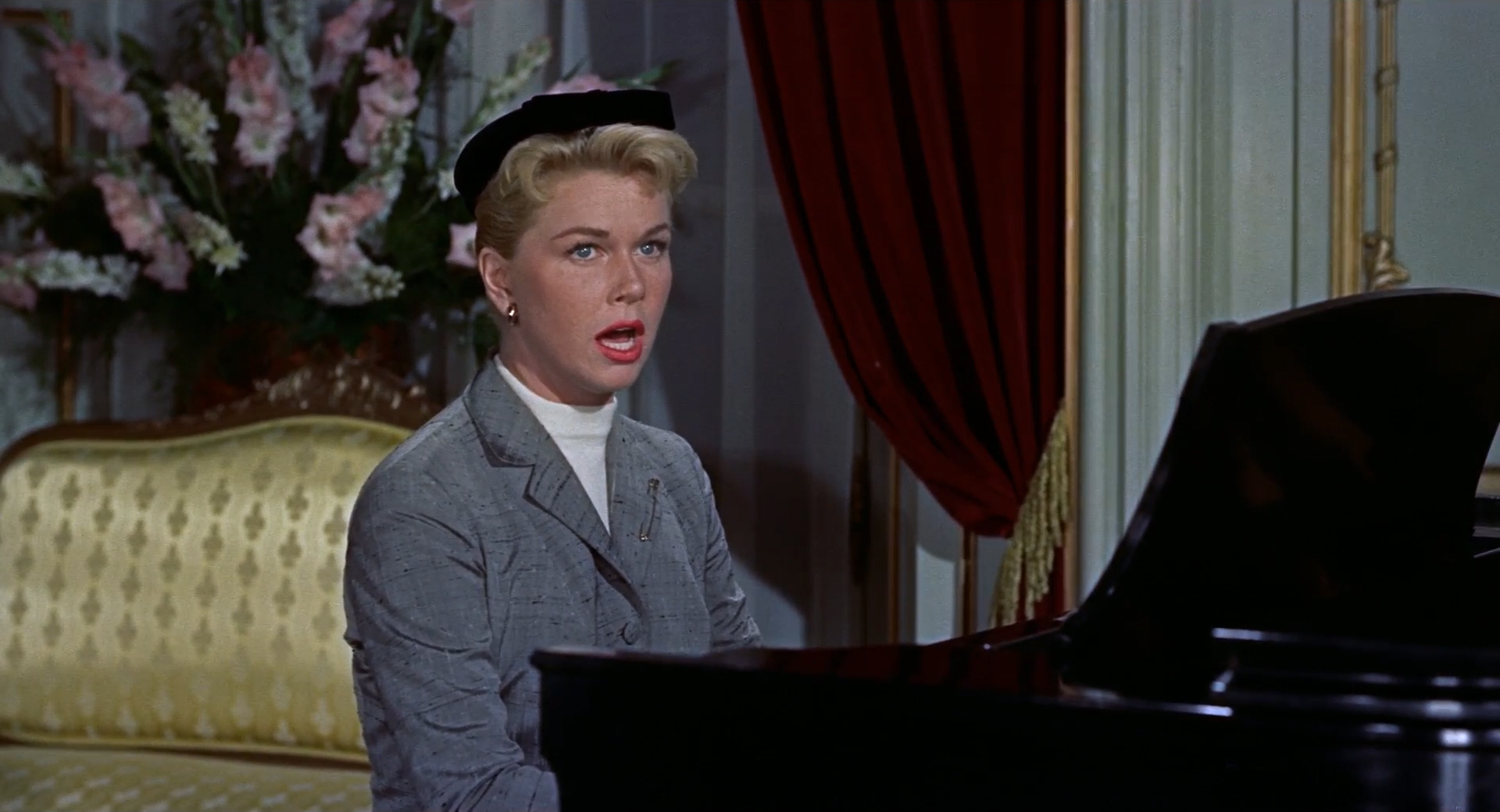
Doris Day zingt Que Sera, Sera

Que Sera, Sera (Whatever Will Be, Will Be) is een populair lied uit 1956, geschreven door Jay Livingston (muziek) en Ray Evans (tekst).
Het lied werd het eerst gebruikt in de film The Man Who Knew Too Much van Alfred Hitchcock uit 1956, met in de hoofdrollen Doris Day en James Stewart. In de film zijn ze een echtpaar, van wie het zoontje is ontvoerd en wordt vastgehouden in een buitenlandse ambassade. Om hem te laten weten dat zijn ouders in de buurt zijn, zingt de moeder bij de ambassade het slaapliedje dat ze altijd voor hem zong als ze hem naar bed bracht.
Day nam het lied op maar zag er zelf niets in. Toch scoorde ze er haar grootste hit mee in de Verenigde Staten en het Verenigd Koninkrijk. Van 1968 tot 1973 was Que Sera, Sera het themanummer van de sitcom The Doris Day Show.
In 1956 ontvingen Livingston en Evans een Academy Award voor Beste Originele Nummer met Que Sera, Sera onder de alternatieve titel Whatever Will Be, Will Be (Que Sera, Sera). Het was hun derde Oscar, de twee wonnen ook al Oscars in 1948 en 1950.
In december 1956 bracht Jo Leemans een succesvolle Nederlandse vertaling uit met als titel Que Sera, Sera (Wat zijn moet, dat zal zo zijn).

## Taal
De woorden “Que será, será” zijn Spaans. Doris Day spreekt ze verengelst uit (“keej” in plaats van “ke”). 
Het lied geeft zelf de vertaling: “wat zal zijn, zal zijn” (“whatever will be, will be”). Dat wordt als volgt vertaald in Romaanse talen:
- Frans: ce qui sera
- Italiaans: quello che sarà
- Portugees: o que será
- Spaans: lo que será
- Catalaans: el que serà

De zin was tekstschrijver Jay Livingstons eigen variatie op "Che sera, sera", een fictief motto dat werd gebruikt in de film The Barefoot Contessa (1954).
De zin komt als "Che sera, sera / What will be, shall be" voor in het 16e-eeuwse Engelse toneelstuk Doctor Faustus van Christopher Marlowe (eerste acte, eerste scène).

## In populaire cultuur
- 1956: Que Sera, Sera was de naam die gegeven werd aan een US Navy C-47 Skytrain die in oktober 1956 het eerste vliegtuig werd dat op de Zuidpool landde.
- 1960: Doris Day zingt een aantal zinnen uit het nummer in de film Please Don't Eat the Daisies.
- 1977: In aflevering 119 van The Muppet Show beëindigt Shakey Sánchez zijn "Under My Skin" sketch met tekst uit Que Sera, Sera.
- 1978: In het nummer Baby Hold On van Eddie Money wordt een eerbetoon aan Que Sera, Sera gemaakt met de tekst "Whatever will be, will be/The future is ours to see". Money werd aangeklaagd door Livingston en Evans wegens plagiaat. Zij wonnen een schadevergoeding in de rechtszaal.
- 1995: Op het einde van  aflevering 14 van seizoen 6 van The Simpsons: Bart's Comet zingt Ned Flanders hier een stuk uit (waarna heel Springfield meezingt).
- 2000: Het nummer komt prominent voor in de film Nurse Betty.
- 2006: Vanessa Hudgens schreef een eigen versie van ..Whatever Will Be... Deze versie verscheen op haar debuutalbum V.
- 2006: Het nummer werd gebruikt voor de penalty shoot out tijdens het WK Voetbal 2006 in Duitsland.
- Het nummer wordt geregeld gezongen tijdens Engelse footballwedstrijden, wanneer een team de volgende ronde van een competitie behaalt, waarmee ze uiteindelijk in het Wembley Stadion kunnen spelen. De tweede zin van het refrein wordt hierbij veranderd in "we're going to Wembley, que sera, sera".

## NPO Radio 2 Top 2000
| Nummer met noteringen in de NPO Radio 2 Top 2000 | '99 | '00 | '01  | '02  | '03  | '04  | '05  | '06  | '07  | '08  |
| ------------------------------------------------ | --- | --- | ---- | ---- | ---- | ---- | ---- | ---- | ---- | ---- |
| Que Sera, Sera                                   | 902 | -   | 1749 | 1611 | 1246 | 1258 | 1449 | 1593 | 1559 | 1476 |

1. ↑  Een '-' betekent dat het nummer niet was genoteerd en een vetgedrukt getal geeft de hoogste notering aan.
2. ↑  Deze tabel is bijgewerkt tot en met de laatste editie (2024).